# Ньюпорт (Індіана)
Ньюпорт (англ. Newport) — місто (англ. town) в США, в окрузі Вермільйон штату Індіана. Населення — 416 осіб (2020).

## Географія
Ньюпорт розташований за координатами 39°53′3″ пн. ш. 87°24′26″ зх. д. / 39.88417° пн. ш. 87.40722° зх. д. (39.884059, -87.407195).  За даними Бюро перепису населення США в 2010 році місто мало площу 2,25 км², уся площа — суходіл.

## Демографія
Згідно з переписом 2010 року, у місті мешкало 515 осіб у 211 домогосподарстві у складі 149 родин. Густота населення становила 229 осіб/км².  Було 231 помешкання (103/км²).
Расовий склад населення:
| - 99,8 % — білих |

До двох чи більше рас належало 0,2 %. Частка іспаномовних становила 0,0 % від усіх жителів.
За віковим діапазоном населення розподілялося таким чином: 23,3 % — особи молодші 18 років, 59,0 % — особи у віці 18—64 років, 17,7 % — особи у віці 65 років та старші. Медіана віку мешканця становила 42,1 року. На 100 осіб жіночої статі у місті припадало 97,3 чоловіків;  на 100 жінок у віці від 18 років та старших — 91,7 чоловіків також старших 18 років.
Середній дохід на одне домашнє господарство  становив 51 027 доларів США (медіана — 47 625), а середній дохід на одну сім'ю — 53 715 доларів (медіана — 47 946). За межею бідності перебувало 4,5 % осіб, у тому числі 0,0 % дітей у віці до 18 років та 1,9 % осіб у віці 65 років та старших.
Цивільне працевлаштоване населення становило 207 осіб. Основні галузі зайнятості: виробництво — 27,1 %, транспорт — 13,0 %, будівництво — 13,0 %.